# Harris (Minnesota)
Harris is een plaats (city) in de Amerikaanse staat Minnesota, en valt bestuurlijk gezien onder Chisago County.

## Demografie
Bij de volkstelling in 2000 werd het aantal inwoners vastgesteld op 1121.
In 2006 is het aantal inwoners door het United States Census Bureau geschat op 1254, een stijging van 133 (11.9%).

## Geografie
Volgens het United States Census Bureau beslaat de plaats een oppervlakte van
51,4 km², waarvan 51,2 km² land en 0,2 km² water.

## Plaatsen in de nabije omgeving
De onderstaande figuur toont nabijgelegen plaatsen in een straal van 24 km rond Harris.